# Grand Prix Francji 1972
Grand Prix Francji 1972 (oryg. Grand Prix de France) – 6. runda Mistrzostw Świata Formuły 1 w sezonie 1972, która odbyła się 2 lipca 1972, po raz 4. na torze Charade Circuit.
58. Grand Prix Francji, 22. zaliczane do Mistrzostw Świata Formuły 1.

## Klasyfikacja
| Legenda oznaczeń w tabelach wyników Wyświetl szablon na nowej stronie | Legenda oznaczeń w tabelach wyników Wyświetl szablon na nowej stronie                                                                     |
| Oznaczenie                                                            | Wyjaśnienie |
| --------------------------------------------------------------------- | --- |
| Złoty                                                                 | Zwycięzca lub mistrzostwo |
| Srebrny                                                               | 2. miejsce lub wicemistrzostwo |
| Brązowy                                                               | 3. miejsce lub II wicemistrzostwo |
| Zielony                                                               | Ukończył, punktował (w klasyfikacji generalnej, gdy zdobył co najmniej jeden punkt na przestrzeni sezonu, poza trzema powyższymi opcjami) |
| Niebieski                                                             | Ukończył, nie punktował (w klasyfikacji generalnej, gdy nie zdobył co najmniej jednego punktu na przestrzeni sezonu)                      |
| Czerwony                                                              | Nie zakwalifikował się (NZ) |
| Czerwony                                                              | Nie prekwalifikował się (NPK) |
| Różowy                                                                | Nie ukończył (NU) |
| Różowy                                                                | Niesklasyfikowany (NS) (w klasyfikacji generalnej, gdy nie został sklasyfikowany w żadnym wyścigu sezonu)                                 |
| Czarny                                                                | Zdyskwalifikowany (DK) |
| Czarny                                                                | Wykluczony (WYK/EX) |
| Biały                                                                 | Nie wystartował (NW) |
| Biały                                                                 | Kontuzjowany (K/INJ) |
| Biały                                                                 | Wyścig odwołany (OD/C) |
| Bez koloru                                                            | Został wycofany (WYC/WD) |
| Bez koloru                                                            | Nie przybył (NP/DNA) |
| Bez koloru                                                            | Nie brał udziału w treningach (NT/DNP) |
| Bez koloru                                                            | Nie został zgłoszony (–) |
| Pogrubienie                                                           | Start z pole position |
| Kursywa                                                               | Najszybsze okrążenie wyścigu |
| †                                                                     | Nie ukończył, ale jego rezultat został zaliczony ze względu na przejechanie więcej niż 90% dystansu wyścigu.                              |
| *                                                                     | Sezon w trakcie |
| 1/2/3                                                                 | Punktowana pozycja w sprincie kwalifikacyjnym                                                                                             |
| Lista systemów punktacji Formuły 1                                    | |

Źródło: F1Ultra
| Poz. | Nr. | Kierowca             | Konstruktor  | Okrążenia | Czas/powód NU      | Poz. start. | Punkty |
| ---- | --- | -------------------- | ------------ | --------- | ------------------ | ----------- | ------ |
| 1    | 4   | Jackie Stewart       | Tyrrell-Ford | 38        | 1:52:22.5          | 3           | 9      |
| 2    | 1   | Emerson Fittipaldi   | Lotus-Ford   | 38        | 27.7               | 8           | 6      |
| 3    | 9   | Chris Amon           | Matra        | 38        | 31.9               | 1           | 4      |
| 4    | 7   | François Cevert      | Tyrrell-Ford | 38        | 49.3               | 7           | 3      |
| 5    | 12  | Ronnie Peterson      | March-Ford   | 38        | 56.8               | 9           | 2      |
| 6    | 26  | Mike Hailwood        | Surtees-Ford | 38        | + 1:36.1           | 10          | 1      |
| 7    | 2   | Denny Hulme          | McLaren-Ford | 38        | + 1:48.1           | 2           |        |
| 8    | 19  | Wilson Fittipaldi    | Brabham-Ford | 38        | + 2:25.1           | 14          |        |
| 9    | 11  | Brian Redman         | McLaren-Ford | 38        | + 2:55.5           | 13          |        |
| 10   | 18  | Graham Hill          | Brabham-Ford | 38        | + 2:59.5           | 20          |        |
| 11   | 3   | Jacky Ickx           | Ferrari      | 37        | + 1 okrążenie      | 4           |        |
| 12   | 20  | Carlos Reutemann     | Brabham-Ford | 37        | + 1 okrążenie      | 17          |        |
| 13   | 30  | Nanni Galli          | Ferrari      | 37        | + 1 okrążenie      | 19          |        |
| 14   | 28  | Andrea de Adamich    | Surtees-Ford | 37        | + 1 okrążenie      | 12          |        |
| 15   | 5   | Jean-Pierre Beltoise | BRM          | 37        | + 1 okrążenie      | 24          |        |
| 16   | 10  | Rolf Stommelen       | March-Ford   | 37        | + 1 okrążenie      | 15          |        |
| 17   | 27  | Tim Schenken         | Surtees-Ford | 36        | + 2 okrążenia      | 5           |        |
| 18   | 6   | Dave Walker          | Lotus-Ford   | 34        | Wał prz. napędu    | 22          |        |
| 19   | 15  | Mike Beuttler        | March-Ford   | 33        | Brak paliwa        | 23          |        |
| NS   | 8   | Patrick Depailler    | Tyrrell-Ford | 33        | Nie sklasyfikowany | 16          |        |
| NU   | 24  | Reine Wisell         | BRM          | 25        | Skrz. biegów       | 18          |        |
| NU   | 17  | Carlos Pace          | March-Ford   | 18        | Silnik             | 11          |        |
| NU   | 25  | Helmut Marko         | BRM          | 8         | Uszkodzenie oka    | 6           |        |
| NU   | 14  | Niki Lauda           | March-Ford   | 4         | Wał prz. napędu    | 21          |        |
| NZ   | 29  | Dave Charlton        | Lotus-Ford   |           |                    |             |        |